# Vlaamse Meesters in Situ

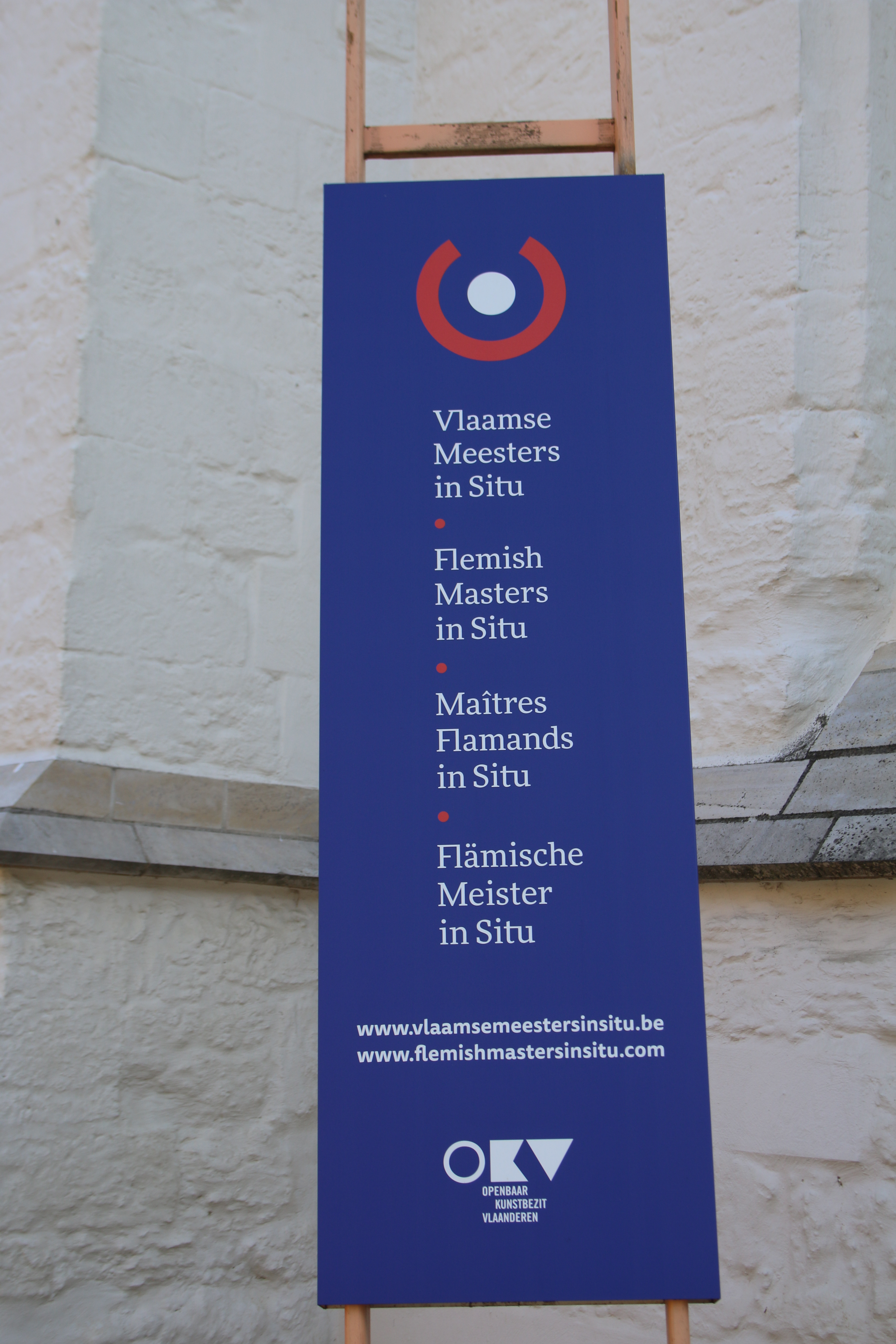
Logo Vlaamse Meesters in Situ

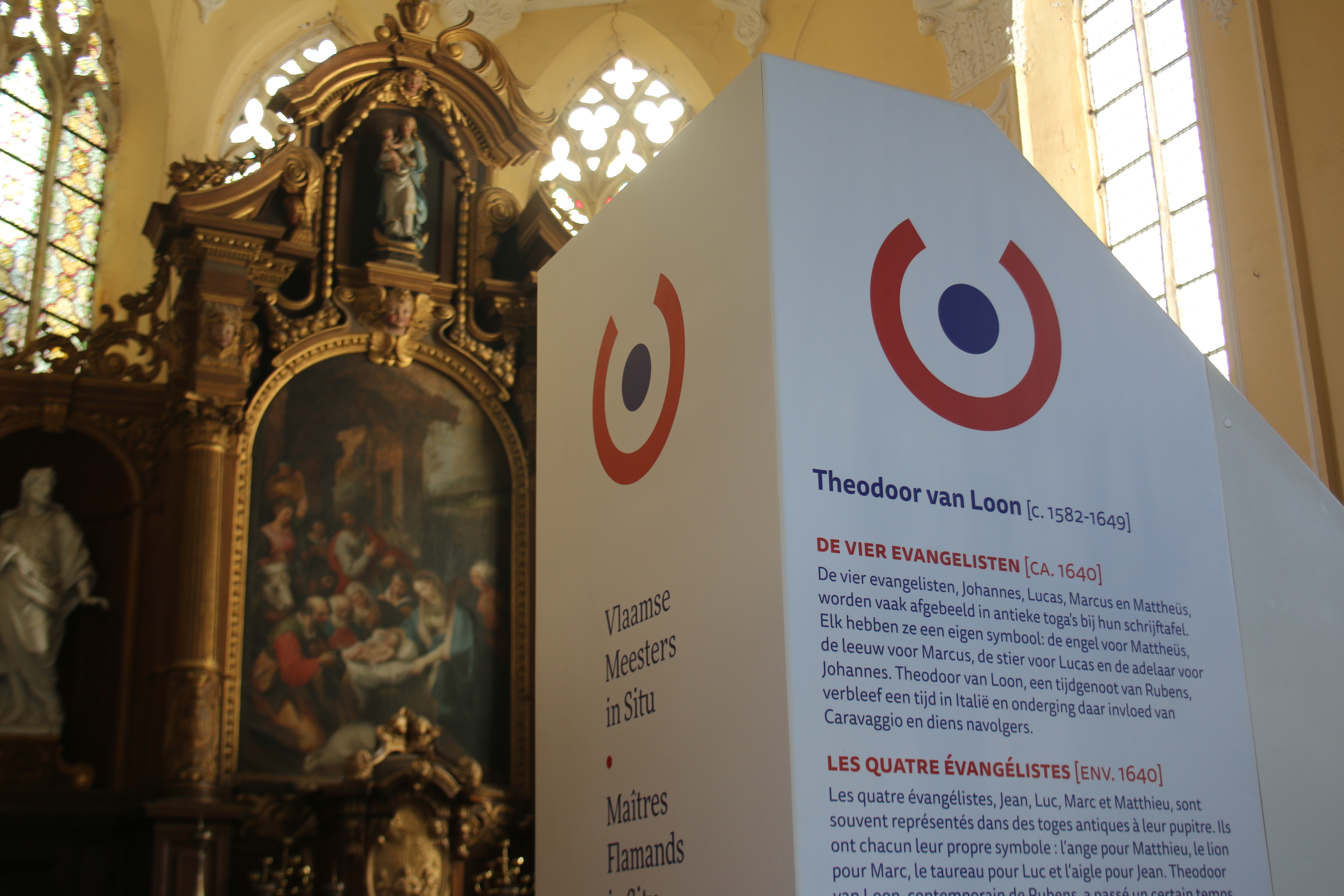
Vlaamse Meesters in Situ, Sint-Catharinakerk, Begijnhof Diest

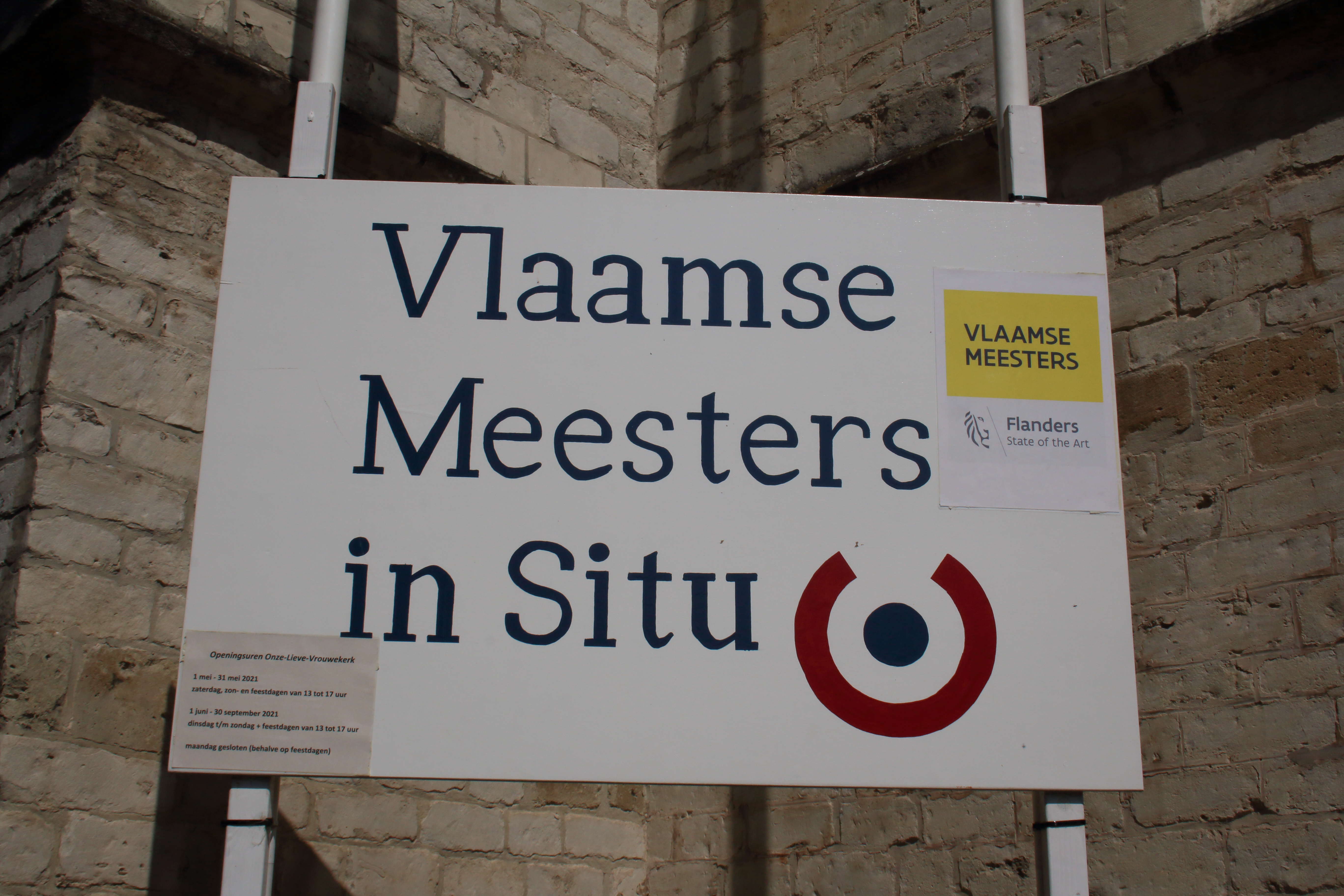
Vlaamse Meesters in Situ, Onze-Lieve-Vrouwekerk, Dendermonde

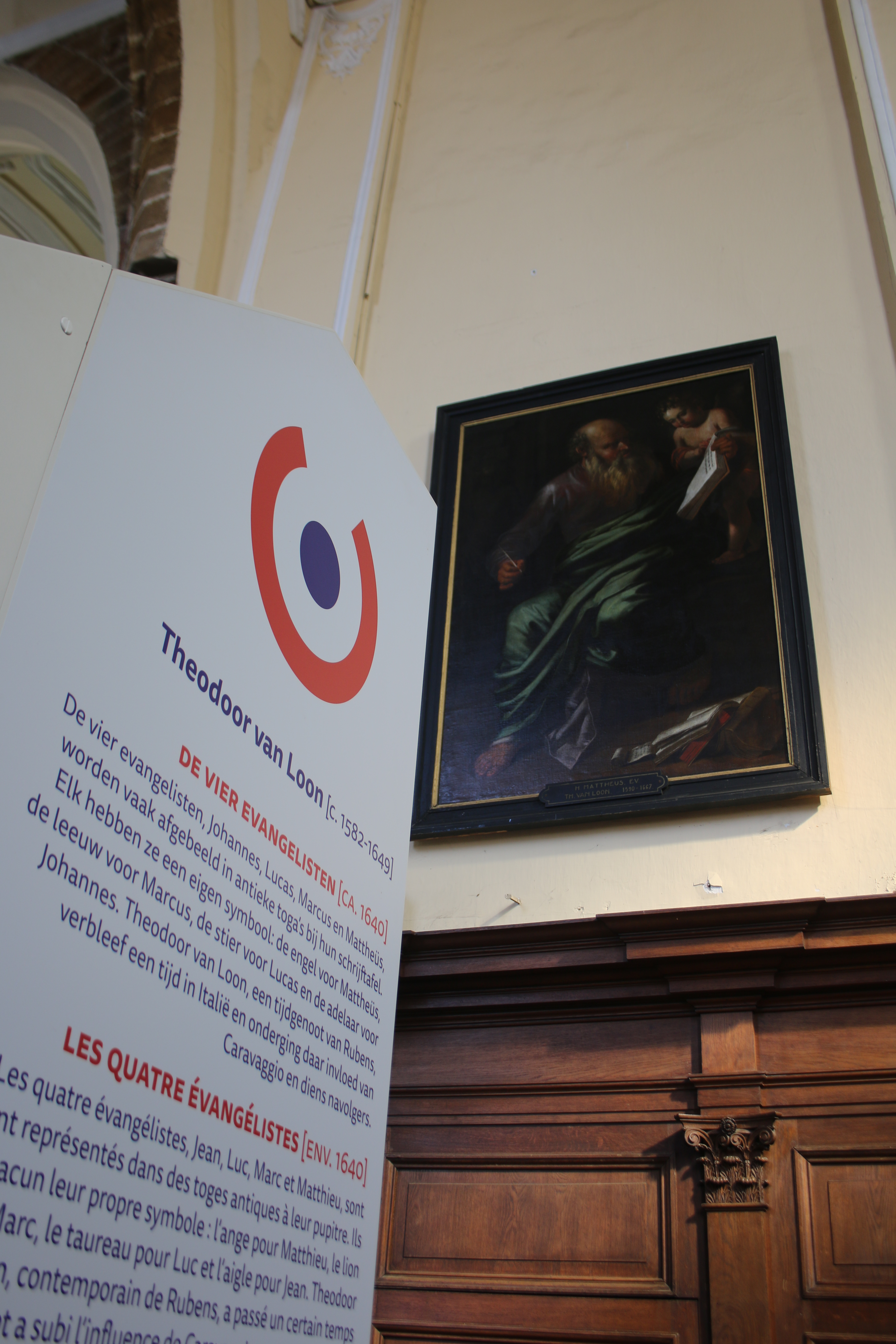
Vlaamse Meesters in Situ, Sint-Catharinakerk, Begijnhof Diest

Vlaamse Meesters in Situ is een kunstproject van Toerisme Vlaanderen en Openbaar Kunstbezit Vlaanderen waarmee op 45 locaties in Vlaanderen kunstwerken van Vlaamse Meesters in de kijker worden gezet op de plek waarvoor ze werden gemaakt. Het programma werd gelanceerd in 2019 en verlengd in 2020 en zet  kunstwerken op volgende sites in de kijker:
- De heilige Rochus door Christus aangesteld tot patroon van de pestlijders, Peter Paul Rubens, Sint-Martinuskerk in Aalst
- Kopie naar Bladelintriptiek, Jan Ricx, Sint-Petrus-en-Pauluskerk in Middelburg
- De Fontein des Levens, Lucas II Horenbout, Onze-Lieve-Vrouw Presentatiekerk in Gent
- Muurschilderingen, Théodore-Joseph Canneel, Sint-Salvatorkerk in Gent
- Christus aan het Kruis, Antoon van Dyck, Sint-Michielskerk in Gent
- Triptiek van Christus aan het kruis, Michiel Coxcie, Sint-Jacobskerk in Gent
- De aanbidding der herders, Antoon van Dyck, Onze-Lieve-Vrouwekerk in Dendermonde
- De liefdadigheid van Sint-Martinus, Antoon van Dyck, Sint-Martinuskerk in Zaventem
- Jezus te gast bij Simon met Maria Magdalena, Jan van Reyn, Onze-Lieve-Vrouw-Hemelvaartkerk in Wulveringem
- Christus wast met zijn bloed de zielen uit het vagevuur vrij, Vigor Boucquet, Sint-Walburgakerk in Veurne
- Heilige Christophorus, Meester van Elsloo, Sint-Lambertuskerk in Neeroeteren
- Zilverwerk, Frederik Malders, Sint-Catharinakerk in Maaseik
- Maria met kind, Abraham Janssens, Onze-Lieve-Vrouw-ter-Zavelkerk in Brussel
- Boodschap aan Maria, Jan Boeckhorst, Sint-Servaaskerk in Schaarbeek
- Christus overhandigt de sleutels aan de heilige Petrus, kopie naar Peter Paul Rubens, Onze-Lieve-Vrouw-ter-Kapellekerk in Brussel
- Hoofdaltaar, Jan Pieter van Baurscheidt de Oudere, Onze-Lieve-Vrouw van Goede Bijstandkerk in Brussel
- Kruisiging, Michiel Coxcie, Kathedraal van Sint-Michiel en Sint-Goedele in Brussel
- Preekstoel met De Roeping van Petrus en Andreas, Hendrik Peeters-Divoort, Sint-Pieterskerk in Turnhout
- Retabel van de heilige Crispinus en de heilige Crispinianus, Passchier Borreman, Sint-Waldetrudiskerk in Herentals
- Colibranttriptiek, Goossen van der Weyden, Sint-Gummaruskerk in Lier
- De heilige Ursula gekroond door het Kind Jezus, Theodoor van Loon, Sint-Jan Baptist ten Begijnhofkerk in Brussel
- Het laatste Avondmaal, anoniem, Refter van de Bijlokeabdij in het STAM in Gent
- De Kruisafneming, Pieter Thys, Sint-Nicolaaskerk in Sint-Niklaas
- Piëta, anoniem, Kasteel van Loppem in Zedelgem
- Het visioen van de heilige Gertrudis, Gerard Seghers, Sint-Gertrudiskapel in het kasteel van Gaasbeek in Lennik
- Altaar gewijd aan de heilige Norbertus, Pieter Scheemaeckers - Jan Erasmus Quellinus, Abdijkerk in de abdij van Averbode in Scherpenheuvel-Zichem
- De marteldood van de heilige Bartholomeus, anoniem, Sint-Bartholomeuskerk in Geraardsbergen
- Disputa van het Heilig Sacrament, Peter Paul Rubens, Sint-Pauluskerk in Antwerpen
- De Nood Gods, Meester van Frankfurt in de Onze-Lieve-Vrouw-Hemelvaartkerk in Watervliet
- Jezus te gast bij Simon de farizeeër, De bruiloft te Kana, Jan Erasmus Quellinus, Abdijkerk van de abdij van Tongerlo
- Taferelen uit het leven van de Heilige Bruno, Elisabeth Seldron, Sint-Martinuskerk in Lierde
- Mariacyclus, Theodoor van Loon, Basiliek van Onze-Lieve-Vrouw in Scherpenheuvel
- Laatste avondmaal, Jan Erasmus Quellinus, Sint-Bavokerk in Oud-Turnhout
- Het oordeel van Cambyses, Vigor Boucquet, Onze-Lieve-Vrouwekerk in Nieuwpoort
- Triptiek van de Heilige Geest, Bernard de Rijckere, Sint-Maartenskerk in Kortrijk
- Taferelen uit het leven van de heilige Jozef, anoniem, Sint-Katharinakerk in Hoogstraten
- Retabel van Sint-Jan de Doper, anoniem, Sint-Jan-de-Doperkerk in Hemelveerdegem
- Het Laatste Oordeel, Adriaan Moreels, Pieter Van Boven, Stadhuis van Geraardsbergen, Geraardsbergen
- Retabel van Sint-Dimpna, anoniem, Sint-Dimpnakerk in Geel
- De vier evangelisten, Theodoor van Loon, Sint-Catharinakerk in het Begijnhof van Diest
- Sint-Columbaretabel, anoniem, Sint-Columbakerk in Deerlijk
- Mariaretabel, anoniem, Sint-Laurentiuskerk in Bocholt
- Besnijdenis van Christus, Melchior de la Mars, Augustijnenklooster in Gent
- Goden op de Olympusberg, anoniem, in de Hofkamer van Den Wolsack in Antwerpen

In 2023 werd de vervolgcampagne 'Vlaamse Meesters op hun plek' gelanceerd. 